# Anselmo Silvino
Anselmo Silvino (* 23. listopadu 1945 Teramo) je bývalý italský vzpěrač. Měřil 165 cm, byl členem týmů Gruppo Sportivo Fiamme Oro a později Vigili del Fuoco v Teramu.
Začínal jako boxer a cyklista, pak se zaměřil na vzpírání a v roce 1965 se stal juniorským mistrem Itálie. Na Letních olympijských hrách 1968 obsadil v lehké váze třinácté místo. Roku 1970 byl šestý na mistrovství světa ve vzpírání. V lehké váze dokázal překonat hranici 400 kg ve trojboji.
Pak přešel do střední váhy, v roce 1971 vyhrál Středomořské hry a obsadil třetí místo na světovém šampionátu. Na mistrovství Evropy ve vzpírání v květnu 1972 získal bronzovou medaili, stejně jako na následujících olympijských hrách konaných v Mnichově. Roku 1975 byl druhý na Středomořských hrách. Osmkrát se stal mistrem Itálie a vytvořil 43 národních rekordů. Po ukončení vzpěračské kariéry se stal trenérem. Byl mu udělen Řád zásluh o Italskou republiku a cena Il Paliotto d'oro.